# Constantino (hijo de Basilio I)
Constantino (fallecido el 3 de septiembre de 879) fue un co-emperador bizantino desde enero de 868 hasta el 3 de septiembre de 879. Su ascendencia es un tema de debate, pero generalmente se supone que es hijo del emperador bizantino Basilio I (r. 867-886) y su primera esposa, María, o de su segunda esposa Eudoxia Ingerina; aunque otras teorías lo incluyen como hijo del emperador Miguel III (r. 842-867) y Eudokia. Constantino fue nombrado co-emperador por su padre en c. enero de 868. Estaba comprometido con Ermengarda de Italia, la hija del emperador Luis II del Sacro Imperio Romano Germánico, en 870/871, pero no se sabe si llegó a casarse con ella; algunas fuentes adoptan una postura afirmativa, mientras que otras sostienen que no hay pruebas concretas. Como emperador, sirvió en varias campañas junto a su padre, incluida una en Siria, por la que compartió un triunfo.
Constantino era el heredero previsto de Basilio y, como tal, recibió mucha atención de él y lo acompañó en campañas militares; mientras que su hermano menor, León VI (r. 886-912), fue nombrado co-emperador simplemente para asegurar el linaje imperial y reforzar la legitimidad. Sin embargo, Constantino murió de fiebre el 3 de septiembre de 879, antes que su padre. Después de su muerte, León se convirtió en el heredero principal, y otro hermano, Alejandro (r. 912-913) fue elevado a co-emperador.

## Biografía

### Orígenes
Constantino nació en una fecha no confirmada: el historiador Nicolás Adontz sostiene que nació c. 855, mientras que Shaun Tougher afirma que pudo haber nacido en 864 o después. La ascendencia de Constantino es muy discutida, ya que el emperador bizantino Basilio I (r. 867-886), generalmente aceptado como su padre, tuvo dos esposas, María y Eudokia Ingerina (r. 866-882), según algunas fuentes en la tradición de Simeon Logoteta. Estas fuentes afirman que Basilio se había casado con María, una macedonia, antes de convertirse en emperador, y tuvo al menos una hija, Anastasia, y posiblemente el propio Constantino, antes de que el emperador gobernante Miguel III (r. 842-867) le ordenara divorciarse de ella y casarse con Eudokia, lo cual hizo; se desconoce la fecha exacta, pero el matrimonio de Basilio con Eudokia se ha fechado tradicionalmente en c. 865, basado en la línea de tiempo de Pseudo-Simeon; aunque historiadores como Romilly Jenkins y Patricia Karlin-Hayter han cuestionado la validez de esta línea de tiempo. Jenkins también señala las "incongruencias cronológicas" de la narrativa de Simeon Logoteta sobre el reinado de Miguel, lo que arroja más dudas sobre la fecha de matrimonio de Basilio y Eudokia. El historiador Cyril Mango afirma su creencia de que Constantino era el hijo de Basilio y María, junto con Anastasia, una opinión compartida por Georg Ostrogorsky. Judith Herrin, sin embargo, sostiene una fecha diferente para el matrimonio de Basilio y Eudokia, lo que convertiría a Eudokia en la madre de Constantino. Simeon Logoteta, por otro lado, sugiere que Constantino era el hijo de Miguel y Eudokia. Lynda Garlandy y Shaun Tougher no toman posición en su trabajo de 2007, pero admiten que cualquiera de los tres es posible mientras se inclina hacia Basilio como el padre.
Algunas fuentes hostiles a la dinastía macedonia, incluido Simeon Logoteta, han sugerido que el futuro emperador León VI (r. 886-912), nominalmente hijo de Basilio y Eudokia, era en realidad el hijo de Miguel y que ella fue la amante de Miguel durante gran parte de su vida, basada en el momento de su nacimiento en relación con su matrimonio con Basilio. Es posible que este matrimonio tuviera la intención de ser puramente nominal, y que Miguel le ofreció a su hermana mayor, Thekla, a Basilio como amante durante este tiempo, y algunas fuentes sugieren que la propia Eudokia permaneció como la amante de Miguel. Simeon Logoteta implica que no solo León, sino también Esteban, era el hijo de Miguel. Jorge el Monje, una fuente contemporánea, sostiene que el futuro emperador Alejandro (r. 912-913) era legítimamente hijo de Basilio. Mango sugiere que la intención del matrimonio era asegurar que León, de quien Eudokia estaba embarazada en ese momento, según algunas fuentes, naciera en la púrpura, oficialmente como hijo de un emperador y emperatriz, en lugar de un emperador y una amante. Garland y Tougher admiten que es poco probable que las fuentes pro-macedonias admitieran tal infidelidad, ya que avergonzaría a la dinastía. Sin embargo, dudan de toda la narrativa de Simeon Logoteta, ya que generalmente es hostil a la dinastía macedonia, y cuestionan cómo, si Eudokia hubiera sido la amante de Miguel desde que era joven, León podría ser su primer hijo. Tanto Ostrogorsky como Adontz sostienen que León era el hijo legítimo de Basilio y Eudokia, y descartan la conspiración. Karlin-Hayter en su investigación de los rumores de infidelidad señala que solo está contenido en fuentes anti-macedonias y que el rumor era contemporáneo del reinado de Miguel, y concluye que el rumor tenía la intención de humillar a Basilio. Arnold J. Toynbee sostiene que los padres pueden tener diferentes sentimientos por los hijos, y la diferencia de personalidad es tan probable como las diferentes madres para explicar por qué Basilio prefirió a Constantino a León.
Más duro en su tesis doctoral de 1994 apoya la teoría de que Constantino es el hijo de Basilio y Eudokia. En su trabajo posterior de 1997, argumenta en contra de gran parte del razonamiento detrás de considerar a Constantino como el hijo de María, pero no declara definitivamente una madre para Constantino. En su trabajo de 1994, señala que muchos cronistas bizantinos consideran que Constantino es el hijo de Basilio, y que muchos historiadores usan el argumento de que Constantino es el hijo de María como una herramienta para explicar por qué, León, pero no Constantino, es odiado por Basilio, ya que Basilio consideraría a Constantino como su verdadero hijo. También argumenta que Alejandro, que no podría ser el hijo de Miguel en virtud de haber nacido después de su muerte, no fue elevado en lugar de Constantino y León, lo que sugiere que Basilio creía que ambos eran sus propios hijos, o que no le molestaba, y que Miguel no parece haber visto a León de ninguna manera paternal, afirmando que "esto en sí mismo es revelador". Más dura cuestiona los argumentos que impiden que Constantino sea el hijo de Eudokia argumentando que, por lo tanto, habría sido demasiado joven para hacer campaña con su padre en 878; argumenta que, dados los problemas relacionados con la cronología del matrimonio de Basilio y Eudokia, es posible que Constantino esté en edad de luchar.
En su trabajo de 1997, Tougher señala que la reconstrucción de Mango es ingeniosa, pero complicada, argumentando que Miguel simplemente podría haber adoptado a Constantino, en lugar de promulgar una conspiración para tener a su hijo, que no podría haber sabido que sería un hombre nacido en la púrpura. Reforzado aún más por el hecho de que Alejandro fue nombrado emperador sólo en 879, después de la muerte de Constantino. Tougher también señala que León VI abogó por llevar al hijo de los nobles, llamados "cachorros nobles", en campañas en su Táctica, el mismo término que la Vita Basilii usa para Constantino en su narrativa de la campaña 878; por lo tanto, se afirma que era posible que Constantino tuviera 13/14 en ese momento y, por lo tanto, era hijo de Eudokia. Adontz sostiene que Constantino debe haber nacido alrededor del 855 y, por lo tanto, es hijo de María, para estar comprometido con Ermengarda de Italia, la hija del emperador del Sacro Imperio Romano Germánico Luis II, sin embargo, Tougher sostiene que este compromiso refleja más del compromiso de un niño que un matrimonio verdadero, y que, dado que muchos hombres bizantinos se casaron a los 15 años, esto puede indicar que él es más joven.

### Primeros años y carrera política
Basilio había ascendido a co-emperador al convencer a Miguel de que su tío Bardas estaba conspirando contra él y, después de matar a Bardas con la bendición de Miguel, fue coronado el 26 de mayo de 866. Sin embargo, las tensiones entre Basilio y Miguel aumentaron, y Basilio temía que fuera reemplazado, ya que Miguel había amenazado con hacer emperador al patricio Basiliskianos en su lugar. Por lo tanto, el 23/24 de septiembre de 867, Basilio y sus conspiradores lo asesinaron en su cama, convirtiendo a Basilio en el único emperador.
Constantino, junto con el resto de sus hermanos, fue educado por Focio, más tarde Patriarca de Constantinopla; Focio también puede haber sido el padrino de Constantino, aunque algunas fuentes, como Tougher, creen que Focio fue el padrino de León, en lugar de Constantino. Se cree que Constantino recibió una educación y una atención más directas de Basilio, mientras que sus otros hermanos pudieron haber estado acompañados por eunucos de la corte. Constantino fue nombrado co-emperador por Basilio en c. enero de 868, y era su heredero previsto. Aunque León fue elevado a César el 6 de enero de 870, para las opiniones más duras es probable que aunque León compartiera técnicamente el estatus imperial, estaba destinado a vivir una vida en la oscuridad, existiendo solo para asegurar la sucesión imperial, al igual que Alejandro lo haría más tarde bajo el propio León.
Constantino fue comprometido con Ermengarda de Italia, la hija del emperador del Sacro Imperio Romano Germánico Luis II, en 870/871, Carlos Previté-Orton y Werner Ohnsorge toman la posición de que se casaron, sin embargo, Tougher (1994) argumenta que no hay evidencia de que alguna vez se haya casado. Constantino sirvió en campañas militares junto a su padre, con el fin de prepararlo para ser un líder militar, incluida una campaña en Siria, por la que compartió un triunfo en Constantinopla con su padre en 878. En enero de 879, Constantino y su padre hicieron campaña en Germanicia, con gran éxito. Ese verano, regresaron y saquearon Germanicia y Adata, y atacaron el norte de Mesopotamia.

### Muerte
Constantino murió inesperadamente de fiebre el 3 de septiembre de 879, dejando a León como heredero principal. Basilio se vio gravemente afectado por la muerte de Constantino, y declaró un período de duelo después de esto, posiblemente de hasta seis meses. En particular, gran parte de la acuñación realizada después de su muerte se centra en él. Jenkins afirma que después de la muerte de Constantino "Basilio se volvió loco y continuó durante los siguientes siete años sufriendo ataques de trastorno", y relata que Basilio se volvió violento y despectivo hacia León, de quien "nunca se había preocupado, despreciando su "juventud libresca"; sin embargo, Tougher considera esto "en el mejor de los casos, una exageración". Tougher reconoce que las fuentes pro-macedonias tienen un sesgo obvio al declarar que Basilio se recuperó "valientemente, inspirado por el ejemplo de Job", pero cree que la conmoción de Basilio se debió más a la pérdida de un heredero que Basilio había entrenado bien y esperaba que le sucediera, en lugar del verdadero favoritismo. Basilio también hizo que Constantino fuera declarado santo por Focio I, el Patriarca de Constantinopla, confirmado por el Synaxarion de Constantinopla. La Vida de Ignatios afirma que Basilio hizo construir numerosas iglesias y monasterios en honor a Constantino, incluido uno en un lugar donde Teodoro Santabarenos supuestamente pudo convocar al fantasma de Constantino para Basilio.
Después de la muerte de Constantino, Basilio se centró en asegurar su dinastía al casar a León con Teofano Martinakia, para que pudieran producir herederos, y Tougher (1994) comenta que Basilio incluso puede haberse vuelto sobreprotector, protegiendo a sus hijos restantes de la guerra. Además, se cree que Alejandro fue coronado emperador tras la muerte de Constantino, en 879. León fue encarcelado y despojado de su rango imperial por Basilio en 883, supuestamente por sus planes de usurparlo, después de lo cual Alejandro parece haberse convertido en el heredero, hasta julio de 886, cuando León fue liberado y restaurado como emperador. Sólo un mes después, el 29 de agosto de 886, Basilio murió a causa de las heridas de un viaje de caza, y León lo sucedió.